# Episodi di Avengers Assemble (quarta stagione)
La quarta stagione della serie animata Avengers Assemble, sottotitolata Secret Wars, è trasmessa negli Stati Uniti d'America da Disney XD a partire dal 17 giugno 2017.
In Italia è stata trasmessa dal 30 ottobre 2017. 
| nº  | Titolo originale                   | Titolo italiano                       | Prima TV originale | Prima TV Italia |
| --- | ---------------------------------- | ------------------------------------- | ------------------ | --------------- |
| 79  | Avengers No More, Part 1           | Niente più Avengers (prima parte)     | 17 giugno 2017     | 30 ottobre 2017 |
| 80  | Avengers No More, Part 2           | Niente più Avengers (seconda parte)   | 17 giugno 2017     | 31 ottobre 2017 |
| 81  | The Sleeper Awakens                | Il dormiente si sveglia               | 27 agosto 2017     | 1 novembre 2017 |
| 82  | Prison Break                       | Evasione                              | 27 agosto 2017     | 2 novembre 2017 |
| 83  | The Incredible Herc                | L'incredibile Herc                    | 27 agosto 2017     | 3 novembre 2017 |
| 84  | Show Your Work                     | Mostrami che cosa sai fare            | 27 agosto 2017     | 6 novembre 2017 |
| 85  | Sneakers                           | Segreti pericolosi                    | 27 agosto 2017     | 7 novembre 2017 |
| 86  | Why I Hate Halloween               | Perché odio Halloween                 | 8 ottobre 2017     | 8 novembre 2017 |
| 87  | The Once and Future Kang           | L'eterno Kang                         | 15 ottobre 2017    | 24 marzo 2020   |
| 88  | Dimension Z                        | Dimensione Z                          | 15 ottobre 2017    | 24 marzo 2020   |
| 89  | The Most Dangerous Hunt            | La caccia più pericolosa              | 22 ottobre 2017    | 24 marzo 2020   |
| 90  | Under the Spell of the Enchantress | Sotto l'incantesimo dell'Incantatrice | 22 ottobre 2017    | 24 marzo 2020   |
| 91  | The Return                         | Il ritorno                            | 22 ottobre 2017    | 24 marzo 2020   |
| 92  | New Year's Resolution              | Resa dei conti a Capodanno            | 3 dicembre 2017    | 9 novembre 2017 |
| 93  | The Eye of Agamotto, Part 1        | L'Occhio di Agamotto (prima parte)    | 7 gennaio 2018     | 24 marzo 2020   |
| 94  | The Eye of Agamotto, Part 2        | L'Occhio di Agamotto (seconda parte)  | 7 gennaio 2018     | 24 marzo 2020   |
| 95  | Beyond                             | Il regno dell'arcano                  | 14 gennaio 2018    | 24 marzo 2020   |
| 96  | Underworld                         | Il mondo sotterraneo                  | 14 gennaio 2018    | 24 marzo 2020   |
| 97  | The Immortal Weapon                | L'arma immortale                      | 14 gennaio 2018    | 24 marzo 2020   |
| 98  | The Vibranium Coast                | La costa di vibranio                  | 14 gennaio 2018    | 24 marzo 2020   |
| 99  | Weirdworld                         | Weirdworld                            | 4 marzo 2018       | 24 marzo 2020   |
| 100 | Westland                           | Westland                              | 4 marzo 2018       | 24 marzo 2020   |
| 101 | The Chitadel                       | La cittadella                         | 11 marzo 2018      | 24 marzo 2020   |
| 102 | The Westelands                     | Terre desolate                        | 11 marzo 2018      | 24 marzo 2020   |
| 103 | All Things Must End                | Tutto deve finire                     | 11 marzo 2018      | 24 marzo 2020   |

## Cortometraggi
Durante la quarta stagione una serie di sei cortometraggi dalla durata di circa 5 minuti è stata pubblicata, con trame che si legano in gradi diversi alla storyline Secret Wars.
- Il primo giorno
- Black Panther
- Captain Marvel
- Ant-Man e Wasp
- Visione
- Miss Marvel

Successivamente pubblicato come unico episodio collocato tra l'episodio Resa dei conti a Capodanno e l'episodio L'Occhio di Agamotto (prima parte)

## Niente più Avengers
Dopo la dipartita di Ultron, gli Avengers continuano la loro lotta nel crimine. Stavolta hanno a che fare con il malvagio Fantasma, un complice del Capo, il quale rivela agli Avengers, che quest’ultimo sta formando una nuova Cabala. Gli Avengers intercettano così la nave del Capo, dove tuttavia vengono fatti prigionieri dalla nuova Cabala composta dal Capo, Kang il Conquistatore, Skurge l’Esecutore, Incantatrice e Arnim Zola, il quale attivano un portale che porterà gli Avengers altrove. Subito dopo, la nave del Capo viene attaccata dai Potenti Avengers (chiamati da Capitan America), il quale cercano di liberare gli altri Avengers, venendo tuttavia sconfitti dalla nuova Cabala, il quale però tradiscono il Capo, mettendolo fuori gioco, lasciandolo poi ai Potenti Avengers, e posizionando una bomba che farà esplodere l’intera nave, fuggendo. Anche il Capo e i Potenti Avengers fuggono, lasciando però che gli Avengers vengano spediti altrove. Tornati alla base, Black Panther afferma che finché gli Avengers non torneranno, sarà compito loro proteggere il mondo. Nella scena finale, possiamo vedere Mjolnir, il martello di Thor, venire sollevato in aria dal mare.

## Il dormiente si sveglia
Dopo aver imprigionato il Capo nella Volta, gli Avengers, durante il loro viaggio di ritorno alla base, vengono sorpresi dal misterioso ritorno di Iron Man. Tuttavia Visione, percepisce che quello lì non è Iron Man ma un falso: infatti Visione dopo aver distrutto Iron Man, gli Avengers comprendono che era in realtà un teschio-bot. Pensando che il teschio-bot sia un'invenzione di Teschio Rosso, decidono di recarsi nell'isola di Teschio Rosso insieme al teschio-bot (chiamato da Visione Skully), e questi scoprono che Teschio ha inventato un esercito di teschio-bot in una vecchia base dell'HYDRA a sud-ovest di Parigi. Gli Avengers insieme a Teschio, si recano a Parigi per distruggere i teschio-bot prima possibile. Tuttavia Teschio riesce a fuggire grazie ad una grande arma di guerra dell’HYDRA per distruggere Parigi. Skully per salvare la città, sacrifica se stesso finendo nel motore dell’arma, distruggendo l’arma e uccidendo Skully. Teschio cerca di fuggire di nuovo venendo intercettato però da Wasp e Ms. Marvel. Teschio viene anche lui imprigionato nella Volta, e Visione abbattuto per la perdita di Skully, trova un punto di determinazione grazie all’aiuto dei suoi amici.

## Evasione
Mentre Wasp e Captain Marvel si allenano, vengono interrotte dall'arrivo di Yelena Belova, dove mette fuori uso Visione, ma viene sconfitta da Captain Marvel e Wasp. Mentre Ant-Man e Black Panther cercheranno di mettere a posto Visione, Wasp e Captain Marvel portano Yelena alla Volta, che però si libera, imprigionando Wasp e Captain Marvel. Ora le due hanno capito il piano di Yelena: entrare nella Volta era il suo piano per liberare tutti i criminali sconfitti in passato dagli Avengers, e si alleano per impedire ad Yelena di compiere il suo malefico piano. Le due si liberano e raggiungono Yelena, dove viene sconfitta dalle due. Impedito il piano di Yeleva, quest'ultima viene fatta prigioniera, Wasp e Captain Marvel ritornano alla base, e Visione viene guarito

## L'incredibile Herc
In città arriva Hercole, soprannominato anche “Herc”. Dopo aver aiutato gli Avengers in una lotta contro il Dottor Faustus, viene fatto entrare nel gruppo. Tutti gli Avengers sono felici di lui, tranne Black Panther, che ha un dubbio riguardante l'amico di Thor. Infatti poco dopo la festa organizzata dagli Avengers per l'arrivo di Herc, arriva un Idra che porta gli Avengers e Herc nel pianeta natale del dio, a causa di Ares, il malvagio fratello di Herc, che costringe il fratello e i suoi amici a lottare contro il Kraken. Il gruppo, dopo diverse peripezie, riesce a sconfiggere il Kraken e Ares. Herc decide di abbandonare gli Avengers per combattere nei Nove Regni, mentre Black Panther ha imparato ad avere più fiducia nei confronti di Herc.

## Mostrami che cosa sai fare
Ms. Marvel e Visione catturano il criminale Taskmaster per aiutare gli Avengers a impedire a M.O.D.O.K. di annientare la terra. Arrivati alla base di M.O.D.O.K. Ms. Marvel, Visione e Taskmaster entrano nella nave con cui M.O.D.O.K. salirà sopra e distruggerà la terra mandando dei missili. I tre cercano di impedirlo ma senza successo: infatti i tre vengono catturati, e portati ad una base che M.O.D.O.K. possiede sulla luna, in modo così da assistere all'apocalisse della terra. Ms. Marvel però non si dà per vinta, e libera se stessa e anche Visione e Taskmaster, e insieme sconfiggono M.O.D.O.K., impedendo così la distruzione della terra. Taskmaster cerca invano di fuggire, ma viene fermato dagli altri Avengers, che sapevano subito dell’inganno del criminale mascherato, così Taskmaster viene arrestato.

## Segreti pericolosi
Black Panther e Ant-Man si recano in Wakanda per impedire al Barone Zemo di rubare il vibranio, e costruire armi da vendere al mercato nero. Black Panther, inizialmente ha problemi di fiducia nei confronti di Ant-Man per essere stato per molto tempo un ladro, ma quando capisce che questi è determinato, si unisce a lui e insieme sconfiggono Zemo.

## Perché odio Halloween
Hawkeye viene incaricato dal gruppo di proteggere la scienziata dell'HYDRA Whitney Frost da Dracula e dal suo esercito di vampiri. Recandosi al nascondiglio chiamato “casa sul mare”, Frost inizialmente, dubita del fatto che Hawkeye sia un Avenger, ma quando vede che lui la protegge dai vampiri di Dracula, e da Crossbones e Yelena Belova (che erano sopraggiunti), lo perdona e in seguito, i due riescono grazie ad un trucco di Hawkeye a sconfiggere Dracula con un trucco del sole (essendo la sua debolezza). Dracula è sconfitto, ma promette a Hawkeye e agli Avengers che avrà la sua vendetta. Prima di essere portata via, Frost ringrazia Hawkeye per tutto quello che ha fatto.
- Nota: nonostante faccia parte della quarta stagione, gli eventi raccontati in questo episodio si svolgono durante la terza stagione.

## Resa dei conti a Capodanno
Nel 1949 Peggy Carter e Howard Stark vengono catapultati misteriosamente ai giorni nostri. Intanto Capitan America e Iron Man rintracciano Carter e Stark, i quali li salvano da un attacco organizzato da Kang il Conquistatore, portandoli poi al sicuro nella loro base. In seguito, al secondo attacco di Kang, stavolta sono i quattro ad avere la meglio sul conquistatore, che riescono a mandarlo altrove. Peggy e Stark ritornano negli anni 40, e nella scena finale possiamo vedere Iron Man e Capitan America partecipare alla festa di capodanno.
- Nota: nonostante faccia parte della quarta stagione, gli eventi raccontati in questo episodio si svolgono durante la terza stagione.